# Menarinibus Vivacity
Il Menarinibus Vivacity (fino al 2016  BredaMenarinibus Vivacity) è un modello di minibus urbano a pianale ribassato prodotto da BredaMenarinibus a partire dal 2005 e successivamente da Industria Italiana Autobus con marchio Menarinibus.

## Tecnica

### Vivacity (2005-2008)
È strettamente imparentato con il suo predecessore, il Monocar 231, del quale riprende il telaio e la scocca. L'estetica del mezzo viene però rivista dallo studio Vernacchia Design che conferisce al mezzo un'aria più "dinamica" grazie ai fanali posteriori a gemme e ai fanali circolari anteriori di nuovo tipo. Inoltre viene rivista la meccanica, adeguando il mezzi alle norme Euro 4.

### Vivacity+ (2008-2014)
A partire dal 2008, in occasione del passaggio alle norme Euro 5, BredaMenarinibus lancia la versione "plus" del Vivacity, rivisitandolo seguendo il family feeling inaugurato con il più grande Avancity+. Il mezzo presenta ora una carenatura estesa su tutto l'imperiale, andamento più sinuoso delle vetrate laterali e un aspetto più dinamico.

### Vivacity Euro 6 (dal 2014)
A partire dal 2013 BredaMenarinibus confluisce in Industria Italiana Autobus, portando in dote la gamma allora in produzione composta dal Vivacity e dal nuovo Citymood. In occasione del passaggio, viene realizzata la nuova versione equipaggiata con nuovi propulsori FPT Cursor omologati alle normative Euro 6. Contestualmente la linea del Vivacity viene rivista, con la rimozione della carenatura sull'imperiale e la chiusura del lunotto posteriore.

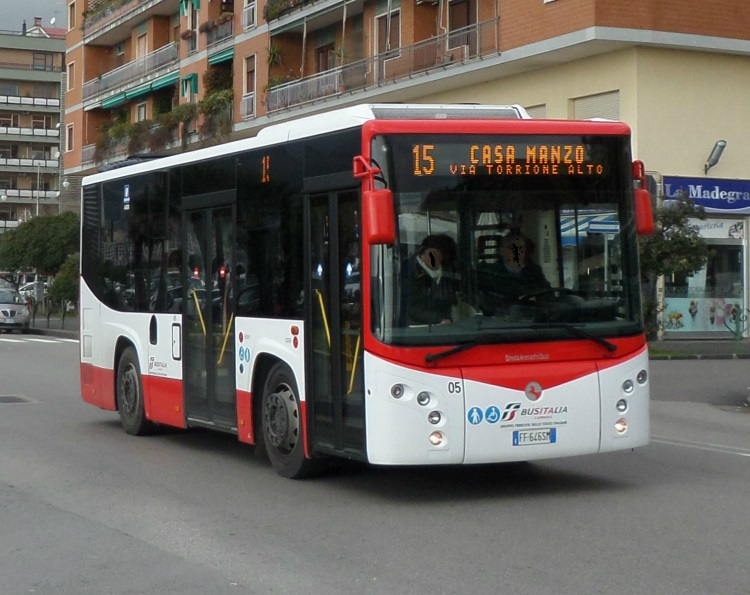
Vivacity+ di Busitalia Campania in servizio a Salerno

## Versioni
Per adeguarsi alle diverse esigenze delle aziende di trasporto, il Vivacity viene prodotto in due versioni:

### Vivacity 8
- Lunghezza: 8 m
- Allestimento: urbano (CU), suburbano (CS)
- Alimentazione: gasolio, gas naturale compresso (Exobus), elettrica[2] (e-Vivacity)

### Vivacity 9
- Lunghezza: 9,5 m
- Allestimento: urbano (MU), suburbano (MS)
- Alimentazione: gasolio

## Diffusione
Il Vivacity ha riscosso un buon successo presso le aziende di trasporto principalmente italiane. Il quantitativo maggiore è presente a Roma con ben 60 vetture in servizio per conto di Roma TPL; è inoltre presente presso CTM (Cagliari), ATP (Sassari), ATC Esercizio (La Spezia), APAM (Mantova),Brescia Trasporti, ATP Esercizio, AMT (Genova), CTP e ANM (Napoli), STP (Brindisi), Trieste Trasporti, ASA (Andria), ASF (Como), ASPO (Olbia), ATAM (Reggio Calabria), ATM (Messina), SVT (Vicenza) ,TPER (Emilia-Romagna) e SVAP (Aosta), ASM(Taormina(ME)).